# Liste der Gemeinden in Belgien

Die 578 belgischen Gemeinden

Das Königreich Belgien ist in 578 Gemeinden unterteilt. Jede Gemeinde befindet sich in einer der drei Regionen, in einer der zehn Provinzen (mit Ausnahme der Gemeinden in der Region Brüssel-Hauptstadt) und in einem der 43 Bezirke.

## Region Brüssel-Hauptstadt

### Bezirk Brüssel-Hauptstadt
- Anderlecht
- Auderghem/Oudergem
- Berchem-Sainte-Agathe/Sint-Agatha-Berchem
- Bruxelles/Brussel (Brüssel)
- Etterbeek
- Evere
- Forest/Vorst
- Ganshoren
- Ixelles/Elsene
- Jette
- Koekelberg
- Molenbeek-Saint-Jean/Sint-Jans-Molenbeek
- Saint-Gilles/Sint-Gillis
- Saint-Josse-ten-Noode/Sint-Joost-ten-Node
- Schaerbeek/Schaarbeek
- Uccle/Ukkel
- Watermael-Boitsfort/Watermaal-Bosvoorde
- Woluwe-Saint-Lambert/Sint-Lambrechts-Woluwe
- Woluwe-Saint-Pierre/Sint-Pieters-Woluwe

## Flämische Region

### Provinz Antwerpen

#### Bezirk Antwerpen
- Aartselaar
- Antwerpen
- Boechout
- Boom
- Brasschaat
- Brecht
- Edegem
- Essen
- Hemiksem
- Hove
- Kalmthout
- Kapellen
- Kontich
- Lint
- Malle
- Mortsel
- Niel
- Ranst
- Rumst
- Schelle
- Schilde
- Schoten
- Stabroek
- Wijnegem
- Wommelgem
- Wuustwezel
- Zandhoven
- Zoersel
- Zwijndrecht

#### Bezirk Mechelen
- Berlaar
- Bonheiden
- Bornem
- Duffel
- Heist-op-den-Berg
- Lier/Lierre
- Mechelen/Malines
- Nijlen
- Putte
- Puurs-Sint-Amands
- Sint-Katelijne-Waver
- Willebroek

#### Bezirk Turnhout
- Arendonk
- Baarle-Hertog/Baerle-Duc
- Balen
- Beerse
- Dessel
- Geel
- Grobbendonk
- Herentals
- Herenthout
- Herselt
- Hoogstraten
- Hulshout
- Kasterlee
- Laakdal
- Lille
- Meerhout
- Merksplas
- Mol
- Olen
- Oud-Turnhout
- Ravels
- Retie
- Rijkevorsel
- Turnhout
- Vorselaar
- Vosselaar
- Westerlo

### Provinz Flämisch-Brabant

#### Bezirk Halle-Vilvoorde
- Affligem
- Asse
- Beersel
- Bever/Biévène
- Dilbeek
- Drogenbos
- Grimbergen
- Halle/Hal
- Hoeilaart
- Kampenhout
- Kapelle-op-den-Bos
- Kraainem
- Lennik
- Liedekerke
- Linkebeek
- Londerzeel
- Machelen
- Meise
- Merchtem
- Opwijk
- Overijse
- Pajottegem
- Pepingen
- Roosdaal
- Sint-Genesius-Rode/Rhode-Saint-Genèse
- Sint-Pieters-Leeuw
- Steenokkerzeel
- Ternat
- Vilvoorde/Vilvorde
- Wemmel
- Wezembeek-Oppem
- Zaventem
- Zemst

#### Bezirk Löwen
- Aarschot
- Begijnendijk
- Bekkevoort
- Bertem
- Bierbeek
- Boortmeerbeek
- Boutersem
- Diest
- Geetbets
- Glabbeek
- Haacht
- Herent
- Hoegaarden
- Holsbeek
- Huldenberg
- Keerbergen
- Kortenaken
- Kortenberg
- Landen
- Leuven/Louvain
- Linter
- Lubbeek
- Oud-Heverlee
- Rotselaar
- Scherpenheuvel-Zichem/Montaigu-Zichem
- Tervuren
- Tielt-Winge
- Tienen/Tirlemont
- Tremelo
- Zoutleeuw/Léau

### Provinz Limburg

#### Bezirk Hasselt
- As
- Beringen
- Diepenbeek
- Genk
- Gingelom
- Halen
- Ham
- Hasselt
- Herk-de-Stad/Herck-la-Ville
- Heusden-Zolder
- Leopoldsburg/Bourg-Léopold
- Lummen
- Nieuwerkerken
- Sint-Truiden/Saint-Trond
- Tessenderlo
- Zonhoven
- Zutendaal

#### Bezirk Maaseik
- Bocholt
- Bree
- Dilsen-Stokkem
- Hamont-Achel
- Hechtel-Eksel
- Houthalen-Helchteren
- Kinrooi
- Lommel
- Maaseik
- Oudsbergen
- Peer
- Pelt

#### Bezirk Tongeren
- Alken
- Bilzen-Hoeselt
- Borgloon/Looz
- Heers
- Herstappe
- Lanaken
- Maasmechelen
- Riemst
- Tessenderlo-Ham
- Tongeren-Borgloon
- Voeren/Fourons
- Wellen

### Provinz Ostflandern

#### Bezirk Aalst
- Aalst/Alost
- Denderleeuw
- Erpe-Mere
- Geraardsbergen/Grammont
- Haaltert
- Herzele
- Lede
- Ninove
- Sint-Lievens-Houtem
- Zottegem

#### Bezirk Dendermonde
- Berlare
- Buggenhout
- Dendermonde/Termonde
- Hamme
- Laarne
- Lebbeke
- Waasmunster
- Wetteren
- Wichelen
- Zele

#### Bezirk Eeklo
- Assenede
- Eeklo
- Kaprijke
- Maldegem
- Sint-Laureins
- Zelzate

#### Bezirk Gent
- Aalter
- Deinze
- De Pinte
- Destelbergen
- Evergem
- Gavere
- Gent/Gand
- Lievegem
- Lochristi
- Melle
- Merelbeke
- Moerbeke
- Nazareth
- Oosterzele
- Sint-Martens-Latem
- Wachtebeke
- Zulte

#### Bezirk Oudenaarde
- Brakel
- Horebeke
- Kluisbergen
- Kruisem
- Lierde
- Maarkedal
- Oudenaarde/Audenarde
- Ronse/Renaix
- Wortegem-Petegem
- Zwalm

#### Bezirk Sint-Niklaas
- Beveren
- Kruibeke
- Lokeren
- Sint-Gillis-Waas
- Sint-Niklaas/Saint-Nicolas
- Stekene
- Temse/Tamise

### Provinz Westflandern

#### Bezirk Brügge
- Beernem
- Blankenberge/Blankenberghe
- Brugge/Bruges (Brügge)
- Damme
- Jabbeke
- Knokke-Heist/Knocke-Heist
- Oostkamp
- Torhout
- Zedelgem
- Zuienkerke

#### Bezirk Diksmuide
- Diksmuide/Dixmude
- Houthulst
- Koekelare
- Kortemark
- Lo-Reninge

#### Bezirk Kortrijk
- Anzegem
- Avelgem
- Deerlijk
- Harelbeke
- Kortrijk/Courtrai
- Kuurne
- Lendelede
- Menen/Menin
- Spiere-Helkijn/Espierres-Helchin
- Waregem
- Wevelgem
- Zwevegem

#### Bezirk Ostende
- Bredene
- De Haan/Le Coq
- Gistel
- Ichtegem
- Middelkerke
- Oostende/Ostende
- Oudenburg

#### Bezirk Roeselare
- Hooglede
- Ingelmunster
- Izegem
- Ledegem
- Lichtervelde
- Moorslede
- Roeselare/Roulers
- Staden

#### Bezirk Tielt
- Ardooie
- Dentergem
- Meulebeke
- Oostrozebeke
- Pittem
- Ruiselede
- Tielt
- Wielsbeke
- Wingene

#### Bezirk Veurne
- Alveringem
- De Panne/La Panne
- Koksijde/Coxyde
- Nieuwpoort/Nieuport
- Veurne/Furnes

#### Bezirk Ypern
- Heuvelland
- Ypern
- Langemark-Poelkapelle
- Mesen/Messines
- Poperinge
- Vleteren
- Wervik
- Zonnebeke

## Wallonische Region

### Provinz Hennegau

#### Bezirk Ath
- Ath/Aat
- Belœil
- Bernissart
- Brugelette
- Chièvres
- Ellezelles/Elzele
- Enghien/Edingen
- Flobecq/Vloesberg
- Frasnes-lez-Anvaing
- Lessines/Lessen
- Silly/Opzullik

#### Bezirk Charleroi
- Aiseau-Presles
- Chapelle-lez-Herlaimont
- Charleroi
- Châtelet
- Courcelles
- Farciennes
- Fleurus
- Fontaine-l’Évêque
- Gerpinnes
- Les Bons Villers
- Montigny-le-Tilleul
- Pont-à-Celles

#### Bezirk La Louvière
- Binche
- Estinnes
- La Louvière
- Morlanwelz

#### Bezirk Mons
- Boussu
- Colfontaine
- Dour
- Frameries
- Hensies
- Honnelles
- Jurbise
- Lens
- Mons/Bergen
- Quaregnon
- Quévy
- Quiévrain
- Saint-Ghislain

#### Bezirk Soignies
- Braine-le-Comte
- Ecaussinnes
- Le Roeulx
- Manage
- Seneffe
- Soignies/Zinnik

#### Bezirk Thuin
- Anderlues
- Beaumont
- Chimay
- Erquelinnes
- Froidchapelle
- Ham-sur-Heure-Nalinnes
- Lobbes
- Merbes-le-Château
- Momignies
- Sivry-Rance
- Thuin

#### Bezirk Tournai-Mouscron
- Antoing
- Brunehaut
- Celles
- Comines-Warneton/Komen-Waasten
- Estaimpuis
- Leuze-en-Hainaut
- Mont-de-l’Enclus
- Mouscron/Moeskroen
- Pecq
- Péruwelz
- Rumes
- Tournai/Doornik

### Provinz Lüttich

#### Bezirk Huy
- Amay
- Anthisnes
- Burdinne
- Clavier
- Engis
- Ferrières
- Hamoir
- Héron
- Huy/Hoei
- Marchin
- Modave
- Nandrin
- Ouffet
- Tinlot
- Verlaine
- Villers-le-Bouillet
- Wanze

#### Bezirk Lüttich
- Ans
- Awans
- Aywaille
- Bassenge/Bitsingen
- Beyne-Heusay
- Blegny
- Chaudfontaine
- Comblain-au-Pont
- Dalhem
- Esneux
- Flémalle
- Fléron
- Grâce-Hollogne
- Herstal
- Juprelle
- Lüttich
- Neupré
- Oupeye
- Saint-Nicolas
- Seraing
- Soumagne
- Sprimont
- Trooz
- Visé/Wezet

#### Bezirk Verviers
- Amel/Amblève
- Aubel
- Baelen
- Büllingen/Bullange
- Burg-Reuland
- Bütgenbach/Butgenbach
- Dison
- Eupen
- Herve
- Jalhay
- Kelmis/La Calamine
- Lierneux
- Limbourg
- Lontzen
- Malmedy
- Olne
- Pepinster
- Plombières
- Raeren
- Sankt Vith/Saint-Vith
- Spa
- Stavelot
- Stoumont
- Theux
- Thimister-Clermont
- Trois-Ponts
- Verviers
- Waimes/Weismes
- Welkenraedt/Welkenraat

#### Bezirk Waremme
- Berloz
- Braives
- Crisnée
- Donceel
- Faimes
- Fexhe-le-Haut-Clocher
- Geer
- Hannut
- Lincent/Lijsem
- Oreye
- Remicourt
- Saint-Georges-sur-Meuse
- Waremme
- Wasseiges

### Provinz Luxemburg

#### Bezirk Arlon
- Arlon/Arel/Aarlen
- Attert
- Aubange
- Martelange
- Messancy

#### Bezirk Bastogne
- Bastogne/Bastnach/Bastenaken
- Bertogne
- Fauvillers
- Gouvy
- Houffalize
- Sainte-Ode
- Vaux-sur-Sûre
- Vielsalm

#### Bezirk Marche-en-Famenne
- Durbuy
- Érezée
- Hotton
- La Roche-en-Ardenne
- Manhay
- Marche-en-Famenne
- Nassogne
- Rendeux
- Tenneville

#### Bezirk Neufchâteau
- Bertrix
- Bouillon
- Daverdisse
- Herbeumont
- Léglise
- Libin
- Libramont-Chevigny
- Neufchâteau
- Paliseul
- Saint-Hubert
- Tellin
- Wellin

#### Bezirk Virton
- Chiny
- Étalle
- Florenville
- Habay
- Meix-devant-Virton
- Musson
- Rouvroy
- Saint-Léger
- Tintigny
- Virton

### Provinz Namur

#### Bezirk Dinant
- Anhée
- Beauraing
- Bièvre
- Ciney
- Dinant
- Gedinne
- Hamois
- Hastière
- Havelange
- Houyet
- Onhaye
- Rochefort
- Somme-Leuze
- Vresse-sur-Semois
- Yvoir

#### Bezirk Namur
- Andenne
- Assesse
- Éghezée
- Fernelmont
- Floreffe
- Fosses-la-Ville
- Gembloux
- Gesves
- Jemeppe-sur-Sambre
- La Bruyère
- Mettet
- Namur
- Ohey
- Profondeville
- Sambreville
- Sombreffe

#### Bezirk Philippeville
- Cerfontaine
- Couvin
- Doische
- Florennes
- Philippeville
- Viroinval
- Walcourt

### Provinz Wallonisch-Brabant

#### Bezirk Nivelles
- Beauvechain/Bevekom
- Braine-l’Alleud/Eigenbrakel
- Braine-le-Château
- Chastre
- Chaumont-Gistoux
- Court-Saint-Etienne
- Genappe
- Grez-Doiceau
- Hélécine/Heilissem
- Incourt
- Ittre/Itter
- Jodoigne/Geldenaken
- La Hulpe/Terhulpen
- Lasne
- Mont-Saint-Guibert
- Nivelles/Nijvel
- Orp-Jauche
- Ottignies-Louvain-la-Neuve (Neu-Löwen)
- Perwez
- Ramillies
- Rebecq
- Rixensart
- Tubize/Tubeke
- Villers-la-Ville
- Walhain
- Waterloo
- Wavre/Waver